# Camille Bonnet
Pour les articles homonymes, voir Bonnet.

a Compétitions nationales et continentales officielles uniquement.

Dernière mise à jour le 22 novembre 2020.
Camille Bonnet, né le 31 août 1918 à Loubédat et mort le 17 novembre 2020 à Valence, est un ancien joueur de rugby à XV évoluant principalement au poste de trois-quarts centre au sein du SU Agen, avec qui il est champion de France 1945.

## Biographie
Camille Bonnet naît à Loubédat, dans le Gers, dans le Sud-Ouest de la France, le 31 août 1918,.

### Carrière à Agen
Repéré par un dirigeant du SU Agen, Bonnet entre à l'École normale d'Agen lors de la rentrée scolaire 1936. Il joue au SU Agen presque l'entièreté de sa carrière, jusqu'en 1948,. Dès son premier match à dix-huit ans, il est titulaire au poste de demi d'ouverture.
En 1938, les Britanniques refusant toujours de jouer contre les Français, Bonnet est sélectionné dans l'équipe de Guyenne-Gascogne dès l'année suivante.
L'année suivante, le SUA atteint les demi-finales contre l'USA Perpignan (perdue 14-6 après prolongations malgré un « jeu rapide et efficace » et marquée par un beau geste de fair-play de Charles Calbet.
Tandis que la guerre entre le rugby à XIII et le rugby à XV fait rage, Bonnet est sollicité par Albi XIII, qui lui propose d'intégrer l'École normale de Toulouse, mais il reste à Agen.

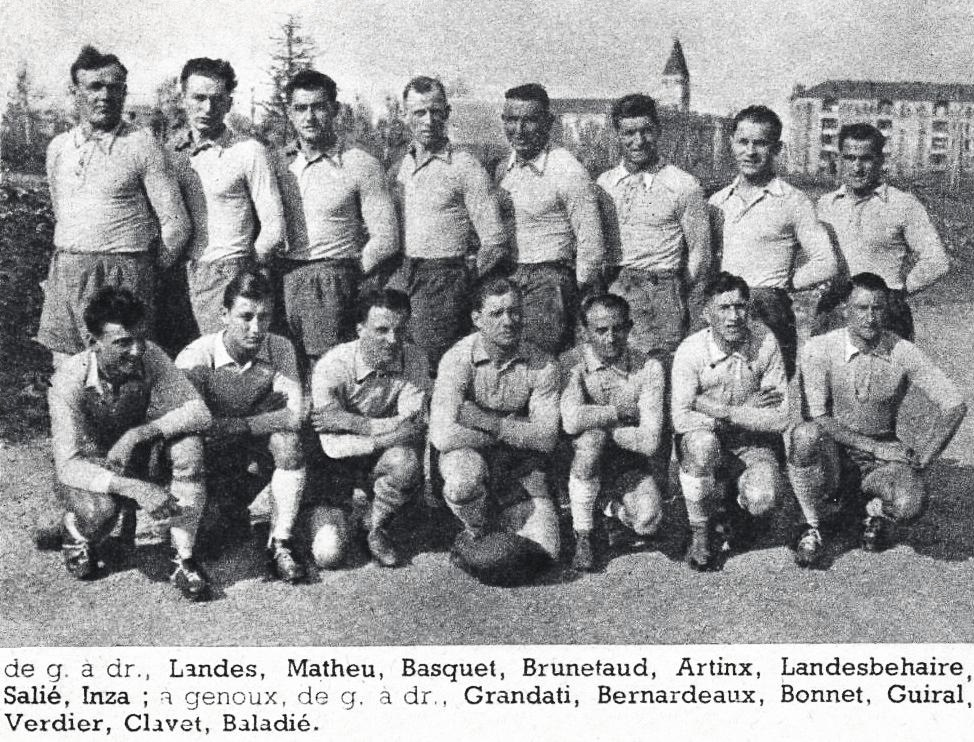
L'équipe du SU Agen finaliste du championnat de France de rugby, en mars 1943.

En 1943, le SU Agen atteint la finale, perdue contre l'Aviron bayonnais (3-0) ; Bonnet en conserve un souvenir à la fois amer et amusé : « C'est le seul match perdu de la saison ! Entre Coupe de France et championnat, nous avions joué 32 matchs dans la saison ! On était les stakhanovistes du rugby. »

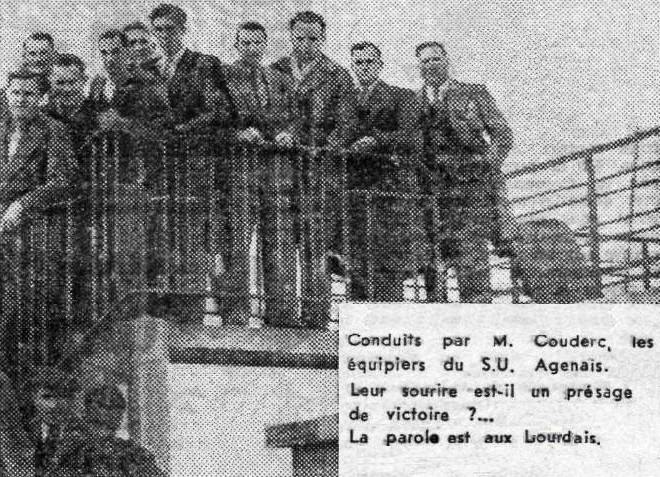
L'équipe du SU Agen, championne de France de rugby en avril 1945.

Camille Bonnet s'est surtout distingué lors des phases finales de la saison 1944-1945, lors desquelles il a inscrit un drop à chaque match — soit cinq au total —, y compris le drop victorieux lors de la finale, qu'il joue comme arrière, remportée contre le FC Lourdes sur le score de 7-3,,. Son coéquipier Charles Calbet écrira à son égard : « Le meilleur des trente fut incontestablement l'arrière Bonnet autant par son adresse que par ses longs et judicieux coups de pied en touche que par son drop victorieux. » Cette année-là, Bonnet et le SUA font le doublé, en remportant également la Coupe de France contre l'AS Montferrand sur le score de 14-13.
Nouvelle finale en 1947, contre le Stade toulousain. Agen perd sur le score de 10 à 3, après un match houleux et qui donne lieu à la toute première expulsion temporaire de l'histoire du rugby.

### Carrière à Graulhet et retraite
L'ambiance se dégrade nettement dans le club agenais, et Camille Bonnet répond à l'invitation du SC Graulhet, qu'il rejoint dès la saison suivante.
Avec ce club, Bonnet devient immédiatement champion de France de 2e division et remonte dans l'élite l'année suivante.
Il devient par la suite entraîneur du club graulhetois, et parvient en demi-finales du championnat 1956-1957, qui désigne le vainqueur à la moyenne d'âge de l'équipe au terme des prolongations (6-6) : le Racing Club de France est ainsi qualifié car Bonnet a remplacé un joueur parti au Racing pour faire son service militaire à Paris par un facteur toulousain de 38 ans.
Après avoir brièvement entraîné le Valence sportif en 1964,, Camille Bonnet prend sa retraite vers Valence, dans la Drôme,.
Trois-quarts centre ayant aussi évolué au poste d'ouvreur et arrière — notamment lors de la finale victorieuse —, Camille Bonnet est reconnu comme un « trois-quart de talent, doté d'un coup de pied remarquable » et pour sa vitesse, ses crochets et son jeu de mouvement.
Considéré comme le « doyen du rugby français », Bonnet fait l'objet de nombreux hommages, notamment lors de son centenaire, et un projet de film sur lui est en cours (en 2018).
Il meurt le 17 novembre 2020 à Valence des suites du COVID-19, à l'âge de 102 ans,. Ses obsèques ont lieu à Beaumont-lès-Valence.

## Palmarès
Avec le SU Agen
- Championnat de France de première division[1] :
  - Vainqueur (1) : 1945
  - Vice-champion (2) : 1943 et 1947
- Coupe de France :
  - Vainqueur (1) : 1943

Avec le SC Graulhet
- Championnat de France de deuxième division (Excellence)[1] :
  - Vainqueur (1) : 1949